# Il quarto protocollo
Il quarto protocollo (The Fourth Protocol) è un romanzo di spionaggio e fantapolitica scritto da Frederick Forsyth, pubblicato nel 1984.
Il romanzo prende le mosse dall'ipotesi, per un certo periodo accreditata come verosimile dall'intelligence britannica tra l'inizio degli anni settanta e ottanta, che attivisti comunisti dell'ultrasinistra britannica fedeli all'URSS avessero infiltrato il Partito Laburista fino alle posizioni di vertice - attendendo silenziosamente e attestandosi su posizioni politiche moderate - il momento in cui il Labour avrebbe vinto le elezioni nazionali per gettare la maschera e dar corso a un radicale cambiamento di politica interna ed estera: gli aspetti più importanti della sovversione sarebbero stati la nazionalizzazione di ogni impresa, l'abrogazione della proprietà privata e, soprattutto, l'uscita del Regno Unito, il più fedele alleato degli Stati Uniti, dalla NATO. Secondo i piani di Mosca, questa uscita avrebbe dovuto innescare un effetto domino che avrebbe provocato l'abbandono del Patto Atlantico da parte anche di altri Paesi dell'Europa occidentale, sancendo l'isolamento politico e militare degli Stati Uniti e la fine della loro supremazia nucleare in Europa.

## Personaggi
Forsyth mescola personaggi veri e di fantasia sullo sfondo della Londra degli anni ottanta. L'azione si svolge nel 1987. Il primo ministro britannico è la signora Thatcher e si fanno riferimenti all'allora recente guerra delle Falkland del 1982 e all'intervento militare in corso dell'URSS in Afghanistan.
I personaggi principali sono:
- John Preston, caposezione al servizio segreto interno (MI5), già maggiore dei paracadutisti e costretto a passare a un incarico civile nel 1981 dopo una missione in Irlanda del Nord nel corso della quale aveva ucciso due terroristi dell'IRA a Belfast ma era stato riconosciuto da uno rimasto vivo;
- Sir Bernard Hemmings, direttore generale dell'MI5 e superiore diretto di Preston;
- Sir Nigel Irvine, capo dell'MI6, il servizio di controspionaggio britannico per l'estero;
- Brian Harcourt-Smith, il vicedirettore dell'MI5 e sottoposto di Hemmings, ambizioso e carrierista, che intralcia sistematicamente Preston in quanto questi non ha una buona opinione di lui e non lo considera adatto a ricoprire il ruolo di direttore generale che Hemmings lascerà libero alla fine dell'anno, quando, malato incurabile, dovrà lasciare il servizio;
- il tenente generale Evgenij Sergeevič Karpov, vicecapo della prima direzione centrale del KGB;
- Valerij Petrovskij, alias John Duncan Ross, agente segreto sovietico dalla eccezionale preparazione tecnica, cui viene fatta assumere l'identità di uno scozzese i cui genitori emigrarono in Rhodesia quando lui aveva 6 anni e morì durante la guerra civile rhodesiana;
- Kim Philby, agente segreto britannico realmente esistito che servì l'Unione Sovietica per 27 anni dal 1936 all'interno del servizio segreto, prima di defezionare nel 1963 e diventare cittadino sovietico.

## Trama
La vicenda è lunga ed elaborata, composta da diversi filoni che si dipanano attraverso circa sei mesi di narrazione, dall'antivigilia di Capodanno del 1987 fino alle elezioni politiche nel giugno di quello stesso anno, apparentemente slegati tra di loro, ma che hanno come punto di collegamento John Preston che ricopre un alto posto nello spionaggio del MI5, la sicurezza interna di tutti i Ministeri. Il prologo è il 30 dicembre 1986 quando Jim Rawlings, uno scassinatore professionista, fa il suo ultimo sopralluogo per un furto di diamanti che effettuerà la sera seguente, quando tutti staranno festeggiando l'arrivo del 1987. Non si sa nulla della vittima, si sa solo che sua moglie è una nobildonna e la coppia abita nel quartiere londinese di Belgravia. Il furto verrà portato a termine come previsto, ma questo innescherà una serie di eventi non pianificati: la vittima cercherà in tutti i modi di tornare in possesso della borsa usata da Rawlings per portar via i gioielli e, per far ciò, due ricettatori collegati a Rawlings moriranno. Questi verrà avvertito per tempo che una banda di teppisti al soldo di qualcuno sta cercando di recuperare la borsa e sventerà la minaccia alla sua persona; in seguito scopre che in un doppio fondo vi sono nascosti documenti classificati segretissimi che evidentemente non dovevano stare lì dentro. Quindi decide di imbustarli e spedirli anonimamente al servizio di sicurezza del Ministero della Difesa, e qui Rawlings esce di scena.
La busta viene ricevuta dal capo della sicurezza del Ministero, - il generale Bertie Capstick - che avvisa Preston, un tempo suo sottoposto. La notizia provoca un terremoto ai vertici dei servizi segreti e tra i sottosegretari, e si decide di affidare le indagini allo stesso Preston, che scopre l'identità di colui che ha trafugato i documenti: George Berenson, direttore delle forniture della Difesa e simpatizzante di destra e del regime segregazionista sudafricano, cosa questa che in passato gli ha precluso la nomina a baronetto. Proprio la mancata nomina a baronetto ha ingenerato in Berenson i risentimenti verso chi non ha capito la sua battaglia anticomunista. Venuto a scoprire che la persona con cui Berenson ha rapporti è un funzionario dell'ambasciata del Sudafrica, Jan Marais, Preston viene distaccato da Hemmings all'MI6 per il tempo necessario a recarsi in quel Paese e aiutare il NIS, il National Intelligence Service sudafricano, a capire chi sia la persona che hanno a Londra. Tra Pretoria, Johannesburg e East London, Preston scoprirà che Jan Marais è in realtà morto nel 1944 e la sua identità è stata assunta fin dal 1945 da un suo commilitone, Friedrich (Frikki) Brandt, figlio di un immigrato comunista tedesco che nel 1936 fuggì dalla Germania di Hitler chiedendo un visto d'espatrio in Sudafrica spacciandosi per ebreo. Da quarant'anni il sedicente Marais è una spia al servizio dell'URSS dall'interno del servizio diplomatico sudafricano, e Berenson è una sua vittima reclutata sotto falsa bandiera, in quanto questi credeva di passare informazioni al Sudafrica (a suo dire, l'unico baluardo nell'Emisfero Australe contro il comunismo). Quando Nigel Irvine mostra a Berenson le prove che Marais è un agente sovietico, Berenson crolla e collabora. Irvine si rende quindi conto che Berenson può essere utilizzato come canale di disinformazione per passare ai sovietici false informazioni.
Contemporaneamente, a Mosca, il segretario del Partito Comunista convoca una commissione di strateghi capeggiata da Kim Philby, colonnello del KGB e composta anche da un generale dello stesso servizio, esperto in destabilizzazione; un influente scienziato esperto in tecnologia nucleare e un Grande Maestro di scacchi esperto in strategie. I quattro elaborano un piano per indurre i britannici a votare il Partito Laburista: circa una settimana prima delle elezioni, un agente sovietico (Petrovskij alias Ross) farà esplodere un ordigno nucleare vicino a una base americana nel sud dell'Inghilterra, nei pressi di Ipswich. Il segretario del PCUS avrebbe decretato l'allarme rosso che solo un appello del leader laburista Neil Kinnock (che all'epoca realmente ricopriva quella carica) avrebbe fatto rientrare, e i britannici, stanchi degli incidenti nucleari sul loro territorio, avrebbero finalmente messo fine al governo conservatore di Margaret Thatcher. Una volta eletto, Neil Kinnock sarebbe stato rimpiazzato dall'esecutivo del Partito, infiltrato in larga parte da elementi fedeli a Mosca, e sarebbe stato nominato un nuovo leader che avrebbe ricevuto l'incarico di formare il nuovo governo, che avrebbe messo in pratica le direttive favorevoli a Mosca. La notizia delle elezioni anticipate nel giugno 1987 mette fretta al segretario generale, e a Philby viene dato incarico di attuare il piano, che dovrà consistere nell'arrivo in Gran Bretagna di diverse componenti, che Ross ritirerà dai corrieri (di varie nazionalità, anche del blocco occidentale, come uno svedese al soldo dei sovietici, di un tedesco dell'Ovest che in realtà lavora per Markus Wolf, capo del servizio segreto tedesco dell'Est, e di un tedesco dell'Est dal doppio passaporto, possedendo anche quello danese per via di madre) che di volta in volta entrano in Gran Bretagna per i più disparati motivi.
Sfortunatamente per Mosca, un marinaio russo viene aggredito a Glasgow da alcuni teppisti. Il marinaio è in realtà il corriere di una delle componenti della bomba, e un poliziotto scozzese - che in realtà è il referente dell'MI5 - è insospettito dal fatto che l'aggressione sia avvenuta lontano dal circuito dei bar che i marinai di norma frequentano. Decide quindi di chiamare Londra e Preston, con uno stratagemma, una volta arrivato a Glasgow, riesce a impadronirsi degli oggetti che il marinaio portava con se. Tornato a Londra, li porta a un suo conoscente, professore di fisica all'Università, e scopre che uno degli oggetti rinvenuti è un disco di polonio che ha solo due possibili usi: in medicina o come iniziatore di una bomba nucleare. Preston riferisce così l'accaduto ad Harcourt-Smith ma questi, timoroso di apparire allarmista e di agitare le acque - nonché di mettersi in cattiva luce presso i Laburisti, che hanno forti possibilità di vincere le elezioni e non potrebbero vedere di buon occhio un funzionario dei servizi segreti che indaga su di loro - non trasmette il rapporto e manda Preston in ferie forzate, adducendo la giustificazione che negli ultimi quindici mesi non ne ha usufruito ed è contro il regolamento accumulare ferie non godute.
Il complotto (chiamato Piano Aurora) ordito a Mosca arriva alle orecchie del generale Karpov tramite un suo fedele amico, che si trova il suo reparto saccheggiato degli uomini migliori dagli emissari del Cremlino. Karpov decide di indagare segretamente e di capire perché un progetto così importante non sia passato per il suo ufficio, essendo proprio la sua la direzione preposta alla gestione degli agenti illegali (ovvero, che si spacciano per cittadini nel Paese in cui operano). Trattandosi di Gran Bretagna, Karpov capisce subito che dietro il piano c'è Philby in combutta con il segretario generale, che per quel Paese ha sempre avuto una predilezione al limite dell'ossessione. Decide quindi di far pesare il suo grado per obbligare l'autista di Philby a rivelare i nomi delle altre persone coinvolte nel piano. Una volta venutone a conoscenza, riesce a farsi dare i dettagli da esse con vari metodi: sfruttando il debole per l'alcool del generale e usando il ricatto per lo scienziato (gli mostra prove fotografiche dell'omosessualità di suo figlio e minaccia di denunciarlo al Partito). Karpov sulle prime è tentato di non fare nulla, vista l'ingegnosità del piano, ma quando un dispaccio dalla stazione del KGB presso l'ambasciata a Vienna lo avverte che il servizio segreto britannico sta per mettere le mani su di un agente illegale che sta per fare esplodere una bomba in Inghilterra, decide di sabotare il Piano Aurora. Invia così un agente cecoslovacco a Londra dandogli l'identità di Frank Winkler, un austriaco già segnalato alla CIA e all'MI5 per spionaggio nucleare negli Stati Uniti, e gli dà ordine di recarsi per un controllo alla stazione trasmittente da dove Ross comunica i progressi del Piano Aurora a Mosca.
Come previsto, l'arrivo di Frank Winkler in Gran Bretagna non passa inosservato e la notizia viene passata a Preston che, ancora in ferie, lavora in veste semiufficiale per Nigel Irvine all'MI6. Irvine convince Hemmings, in assenza per malattia, a nominare Preston controllore sul campo, scavalcando Harcourt-Smith, e così Preston si mette sulle tracce dell'austriaco, che lo porterà a Chesterfield a casa di due fratelli greci (in realtà agenti comunisti greco-ciprioti). Una volta trovato il luogo della trasmittente, Preston attende gli eventi, che qualche giorno dopo si materializzeranno con l'arrivo di Ross, che comunicherà che Aurora è pronto per l'esecuzione, essendo stata effettuata l'ultima consegna e costruito l'ordigno. La squadra di Preston non farà in tempo a fermare la trasmissione del messaggio, ma riuscirà a seguire Ross fino alla sua base a Ipswich. Preston capisce che sarebbe impossibile agire con una squadra di pedinatori, e riferisce a Londra che c'è bisogno delle squadre speciali del SAS.
Il SAS prepara un piano ed entra in azione proprio la sera in cui Radio Mosca, con un errore voluto nel notiziario, dà a Ross l'ordine di far esplodere l'ordigno l'indomani. Il comandante della squadra uccide Ross nonostante questi non avesse più la possibilità di operare sulla bomba, suscitando le proteste di Preston che avrebbe voluto catturare vivo l'agente sovietico.
Qualche giorno dopo, Preston chiede spiegazioni a Irvine: non gli è chiaro perché mai il KGB avesse mandato in Gran Bretagna un agente il cui nome era segnalato ai servizi segreti, e perché Petrovskij alias Ross fosse stato ucciso. Preston esterna a Irvine il sospetto che il piano sia stato deliberatamente sabotato da qualcuno a Mosca. Irvine allora, messo di fronte al fatto che Preston ha capito tutto, lo invita a recarsi con lui a Ginevra l'indomani. Qui Irvine incontrerà a colloquio Karpov, e al ritorno racconterà a Preston cos'è successo: dopo aver appreso del Piano Aurora e letto il dispaccio da Vienna, Karpov si era messo in contatto con un influente membro del Politburo. Questi, facente parte della corrente avversa all'attuale segretario, aveva fatto capire a Karpov che in caso di comprovato avventurismo dei vertici del Partito, c'erano gli elementi per un cambio di guida politica, e Karpov aveva recepito il messaggio: aveva mandato in Gran Bretagna un agente incapace per sabotare deliberatamente il piano. Il patto implicito era che Petrovskij/Ross non venisse preso vivo. Resoconti falsati di un interrogatorio di Ross avrebbero accusato il segretario generale, cosa questa che ne avrebbe provocato la fine politica e, con lui, anche dei suoi fedelissimi incluso Philby, aprendo a Karpov la strada verso la poltrona di capo del KGB. Quanto a Londra, Irvine rivela a Preston che il dispaccio era un falso, fatto arrivare a Vienna tramite Marais che l'aveva ricevuto da Berenson e quindi accettato come vero vista l'attendibilità della fonte. Alla fine del 1987, quando poi Marais viene arrestato dagli agenti del NIS sull'aereo che lo riportava in Sudafrica, Karpov capisce che il suo agente è stato bruciato e la sua fonte è inservibile; infine, da un agente sovietico al soldo degli inglesi, Irvine fa arrivare a Mosca la notizia che Berenson avrebbe collaborato con gli inglesi fin da quando era stato contattato da Marais, e quindi tutto il materiale passato ai sovietici era falso.

## Notizie aggiuntive
- Il titolo del romanzo trae la sua origine dal trattato di non-proliferazione delle armi nucleari firmato il 1º luglio 1968 fra i tre Paesi che all'epoca disponevano di tecnologia nucleare per uso bellico: Stati Uniti, Regno Unito e Unione Sovietica. Nella finzione narrativa il trattato includeva quattro protocolli segreti: i primi tre erano decaduti nel corso degli anni per obsolescenza tecnologica o perché configuravano una minaccia per la quale era stata trovata adeguata contromisura. Il cosiddetto quarto protocollo, invece, impegnava i Paesi firmatari a non costruire e esportare componenti di ordigni nucleari in un altro Paese. Il Piano Aurora, descritto nel libro, era quindi una palese violazione del quarto protocollo.
- Dal libro è stato tratto il film omonimo Quarto protocollo del 1987, diretto da John Mackenzie e interpretato dagli attori Michael Caine, Pierce Brosnan e Joanna Cassidy. La sceneggiatura, alla cui stesura partecipò lo stesso Forsyth, è tuttavia leggermente diversa allo scopo di semplificare l'azione e rendere più fluida la narrazione sul grande schermo.

## Edizioni
- (EN) The Fourth Protocol, Camberley Surrey, Hutchinson, agosto 1984, ISBN 0-09-158630-5.
- Il Quarto Protocollo, traduzione di Roberta Rambelli, Collana Omnibus, Milano, Arnoldo Mondadori Editore, settembre 1984,  p. 310, ISBN 978-88-04-60316-0.
- Il Quarto Protocollo, Collana Oscar Bestsellers, Milano, Mondadori, 1986,  p. 384, ISBN 88-04-28428-5.